# Trawers (konstrukcja)

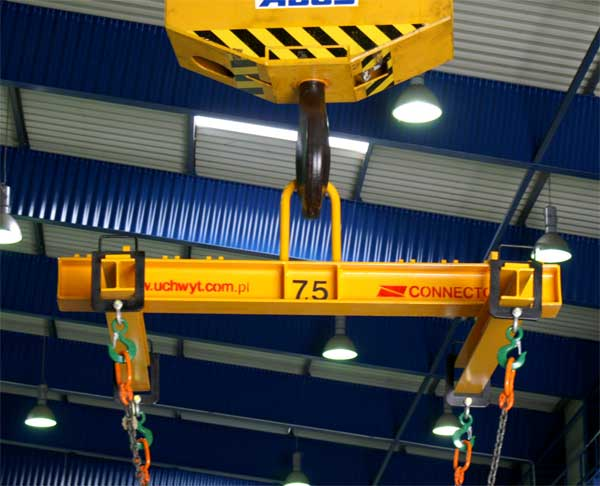
H-trawers o ramionach przestawnych i uchu dostosowanym wielkością do haka suwnicy

Trawers lub belka trawersowa – poprzeczna belka oferująca kilka punktów podwieszenia, element urządzeń podnoszących.
Znajduje zastosowanie do podnoszenia i transportu elementów długich i o dużym ciężarze. W szczególności wszędzie tam, gdzie podczas transportu element wymaga kilku punktów podwieszenia o rozstawie uniemożliwiającym zastosowanie samych zawiesi wielocięgnowych. Trawersy wykonywane są w różnych wersjach, między innymi: przestawne – z możliwością regulacji rozstawu i nieprzestawne – bez możliwości regulacji rozstawu, do wózków widłowych oraz różne wersje specjalistyczne.